# Sprintschwimmeuropameisterschaften 1994
| Sprintschwimmeuropameisterschaften 1994 | Sprintschwimmeuropameisterschaften 1994 |
| --------------------------------------- | --------------------------------------- |
| Veranstaltungsort                       | Stavanger                               |
| Teilnehmende Nationen                   |                                         |
| Teilnehmende Athleten                   |                                         |
| Entscheidungen                          | 14                                      |
| Eröffnung                               | 3. Dezember 1994                        |
| Abschluss                               | 4. Dezember 1994                        |

| Medaillenspiegel | Medaillenspiegel                | Medaillenspiegel | Medaillenspiegel | Medaillenspiegel | Medaillenspiegel |
| Platz            | Land                            | G                | S                | B                | Gesamt           |
| ---------------- | ------------------------------- | ---------------- | ---------------- | ---------------- | ---------------- |
| 1                | Deutschland                     | 7                | 2                | 4                | 13               |
| 2                | Schweden                        | 4                | 4                | 1                | 9                |
| 3                | Niederlande                     | 1                | 2                | 1                | 4                |
| 4                | Polen                           | 1                | 1                | 0                | 2                |
| 5                | Bulgarien                       | 1                | 0                | 0                | 1                |
| 6                | Russland Slowakei               | 0                | 1                | 2                | 3                |
| 8                | Norwegen Vereinigtes Königreich | 0                | 1                | 1                | 2                |
| 10               | Spanien                         | 0                | 1                | 0                | 1                |
| 11               | Kroatien                        | 0                | 0                | 2                | 2                |

Die Sprinteuropameisterschaften 1994 im Schwimmen fanden vom 3. bis 4. Dezember 1994 in Stavanger statt und wurden vom europäischen Schwimmverband LEN organisiert.
Nur über die 50-m- und 100-m-Strecken wurden Medaillen vergeben.

## Zeichenerklärung
- ER – Europarekord

## Schwimmen Männer

### 50 m Freistil
| Platz | Land        | Athlet            | Zeit     |
| ----- | ----------- | ----------------- | -------- |
| 1     | Polen       | Krzysztof Cwalina | 00:22,01 |
| 2     | Schweden    | Joakim Holmquist  | 00:22,50 |
| 3     | Deutschland | Silko Günzel      | 00:22,53 |

### 50 m Schmetterling
| Platz | Land        | Athlet           | Zeit     |
| ----- | ----------- | ---------------- | -------- |
| 1     | Schweden    | Jonas Åkesson    | 00:24,25 |
| 2     | Spanien     | Carlos Sánchez   | 00:24,34 |
| 3     | Deutschland | Dirk Vandenhirtz | 00:24,55 |

### 50 m Rücken
| Platz | Land        | Athlet          | Zeit     |
| ----- | ----------- | --------------- | -------- |
| 1     | Deutschland | Jirka Letzin    | 00:25,47 |
| 2     | Schweden    | Zsolt Hegmegi   | 00:25,72 |
| 3     | Slowakei    | Miloslav Dolnik | 00:25,93 |

### 50 m Brust
| Platz | Land        | Athlet        | Zeit     |
| ----- | ----------- | ------------- | -------- |
| 1     | Deutschland | Mark Warnecke | 00:27,58 |
| 2     | Niederlande | Ron Dekker    | 00:27,61 |
| 3     | Russland    | Dmitri Wolkow | 00:27,95 |

### 100 m Lagen
| Platz | Land        | Athlet            | Zeit     |
| ----- | ----------- | ----------------- | -------- |
| 1     | Bulgarien   | Denislav Kaltchev | 00:55,51 |
| 2     | Deutschland | Christian Keller  | 00:55,88 |
| 3     | Russland    | Grigori Matuskow  | 00:57,31 |

### Staffel 4 × 50 m Freistil
| Platz | Land        | Athleten                                                              | Zeit        |
| ----- | ----------- | --------------------------------------------------------------------- | ----------- |
| 1     | Schweden    | - Zsolt Hegmegi - Lars-Ove Jansson - Joakim Holmquist - Pär Lindström | 01:27,62 ER |
| 2     | Deutschland | - Silko Günzel - Ingolf Rasch - Torsten Spanneberg - Steffen Smollich | 01:29,09    |
| 3     | Kroatien    |                                                                       | 01:30,71    |

### Staffel 4 × 50 m Lagen
| Platz | Land        | Zeit                                                                   |             |
| ----- | ----------- | ---------------------------------------------------------------------- | ----------- |
| 1     | Deutschland | - Jirka Letzin - Mark Warnecke - Dirk Vandenhirtz - Silko Günzel       | 01:38,01 ER |
| 2     | Schweden    | - Zsolt Hegmegi - Patric Robertsson - Jonas Åkesson - Joakim Holmquist | 01:39,38    |
| 3     | Kroatien    |                                                                        | 01:41,19    |

## Schwimmen Frauen

### 50 m Freistil
| Platz | Land            | Athlet        | Zeit     |
| ----- | --------------- | ------------- | -------- |
| 1     | Deutschland     | Sandra Völker | 00:25,29 |
| 2     | Niederlande     | Angela Postma | 00:25,52 |
| 3     | Verein. Königr. | Sue Rolph     | 00:25,55 |

### 50 m Schmetterling
| Platz | Land        | Athlet            | Zeit     |
| ----- | ----------- | ----------------- | -------- |
| 1     | Niederlande | Angela Postma     | 00:27,48 |
| 2     | Slowakei    | Martina Moravcová | 00:27,84 |
| 3     | Deutschland | Julia Voitowitsch | 00:27,92 |

### 50 m Rücken
| Platz | Land        | Athlet             | Zeit     |
| ----- | ----------- | ------------------ | -------- |
| 1     | Deutschland | Sandra Völker      | 00:27,96 |
| 2     | Polen       | Dagmara Komorowicz | 00:28,85 |
| 3     | Slowakei    | Martina Moravcová  | 00:28,86 |

### 50 m Brust
| Platz | Land     | Athlet         | Zeit     |
| ----- | -------- | -------------- | -------- |
| 1     | Schweden | Emma Igelström | 00:32,13 |
| 2     | Norwegen | Elin Austevoll | 00:32,14 |
| 3     | Norwegen | Terrie Miller  | 00:32,43 |

### 100 m Lagen
| Platz | Land            | Athlet          | Zeit     |
| ----- | --------------- | --------------- | -------- |
| 1     | Schweden        | Louise Karlsson | 01:01,89 |
| 2     | Verein. Königr. | Sue Rolph       | 01:02,21 |
| 3     | Deutschland     | Daniela Hunger  | 01:02,48 |

### Staffel 4 × 50 m Freistil
| Platz | Land        | Athleten                                                               | Zeit     |
| ----- | ----------- | ---------------------------------------------------------------------- | -------- |
| 1     | Deutschland | - Daniela Hunger - Katrin Meißner - Meike Freitag - Sandra Völker      | 01:41,20 |
| 2     | Schweden    | - Johanna Sjöberg - Linda Olofsson - Helen Åberg - Louise Karlsson     | 01:42,32 |
| 3     | Niederlande | - Angela Postma - Wilma van Hofwegen - Marianne Muis - Karin Brienesse | 01:42,45 |

### Staffel 4 × 50 m Lagen
| Platz | Land        | Zeit                                                                   |          |
| ----- | ----------- | ---------------------------------------------------------------------- | -------- |
| 1     | Deutschland | - Sandra Völker - Manuela Näckel - Julia Voitowitsch - Daniela Hunger  | 01:53,58 |
| 2     | Russland    |                                                                        | 01:54,21 |
| 3     | Schweden    | - Ulrika Jardfeldt - Emma Igelström - Malin Strömberg - Linda Olofsson | 01:54,51 |